# Laica o libre

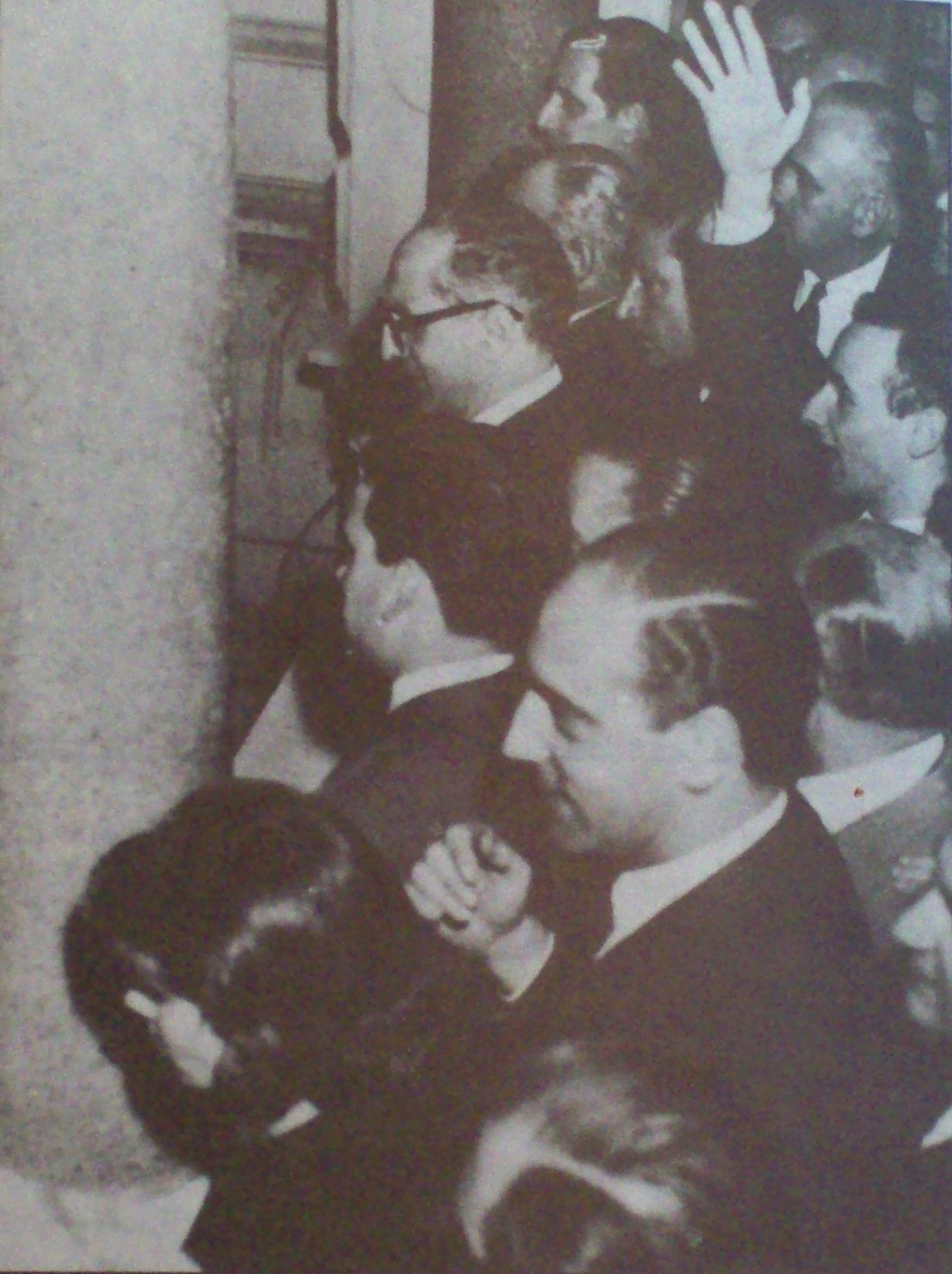
El presidente de Argentina en ese momento Arturo Frondizi, observa desde el balcón de la Casa Rosada, una manifestación a favor de la enseñanza laica.

En Argentina se conoce con la denominación de laica o libre, al conflicto desatado en el año 1958 entre quienes rechazaban o apoyaban, respectivamente, el propósito del gobierno, encabezado en ese momento por el presidente Arturo Frondizi, de autorizar a las universidades privadas a emitir títulos habilitantes. Quienes apoyaban esta medida acuñaron el eslogan laica o libre que perduró para individualizar al conflicto.
Debe aclararse que lo que estaba en juego no era la libertad de enseñanza garantizada por la Constitución Nacional. Los llamados partidarios de la universidad “laica” no se oponían al funcionamiento de universidades privadas sino que reivindicaban para las universidades estatales el monopolio en el otorgamiento de los títulos habilitantes. Por su parte, el reclamo del bando de la enseñanza “libre” no se refería a la libertad de enseñanza –cuya existencia no estaba en discusión– sino a la posibilidad de otorgar títulos habilitantes por las universidades privadas.

## Distinciones en torno a la enseñanza y a la expedición de títulos
Hay que distinguir entre título académico o científico y título habilitante. El primero acredita haber realizado determinados estudios pero solo el segundo habilita para ejercer alguna de las llamadas profesiones liberales que por la gravedad de los intereses vinculados a ellas –la salud, el honor, el patrimonio, etc. de las personas- han sido reglamentadas por el Estado. 
Esta relación entre los títulos académicos y habilitantes da lugar a varios sistemas alternativos:
- Tanto las universidades estatales como las privadas expiden títulos profesionales.
- Tanto unas como otra solo expiden títulos científicos. El Estado otorga la habilitación para ejercer la profesión previo examen rendido por el postulante.
- Tanto unas como otras solo expiden títulos científicos. Los Colegios Profesionales otorgan la habilitación para ejercer la profesión en su área de cobertura previo examen rendido por el postulante. Es el caso de los Colegios de Abogados ("bars") en Estados Unidos.
- Solo la universidad estatal otorga los títulos habilitantes, incluso para los graduados en universidades privadas. Era el sistema pretendido por los sostenedores de la posición “laica”.
- Las universidades estatales otorgan títulos habilitantes y los graduados de universidades privadas deben aprobar un examen de habilitación supervisado por el Ministerio de Educación. Fue la solución triunfante en 1958, con la salvedad de que posteriormente se eximió de este examen a las universidades privadas con más de diez años de antigüedad.[1]

## Antecedente
La abolición del monopolio estatal sobre la educación universitaria era una aspiración contemporánea de la Iglesia católica, institución que, a través de los jesuitas, había fundado la primera universidad en el actual territorio  argentino; la Universidad Nacional de Córdoba.
Un antecedente claro en este respecto fue José Manuel Estrada. 
Durante la  Revolución Libertadora fue nombrado ministro de Educación el demócrata cristiano Atilio Dell'Oro Maini. Por su iniciativa fue aprobado el 22 de diciembre de 1955 el decreto-ley 6403, que además de restaurar la autonomía universitaria y el gobierno tripartito de las universidades estatales que habían sido abolidos por el gobierno peronista, permitía la creación de universidades privadas; el artículo 28 de la norma también les facultaba para entregar títulos y diplomas académicos; sin embargo, este último aspecto estaba sujeto a la reglamentación que se dictara y el gobierno militar dispuso dejar esa decisión en manos del gobierno democrático que fuera elegido. La sanción de este decreto ocasionó la renuncia de José Luis Romero, rector de la UBA que no había sido consultado al respecto, a diferencia de otras personalidades de la educación que sí lo habían sido. La norma incentivó la creación de nuevas universidades, y así, el 2 de mayo de 1956 la Universidad del Salvador, el 8 de junio de 1956 la Universidad Católica de Córdoba y el 5 de noviembre de 1956 la Universidad del Museo Social Argentino, el 27 de agosto de 1957 la Universidad Argentina de la Empresa y el 23 de octubre de 1957 la Universidad Católica de Santa Fe, el 7 de marzo de 1958 la Pontificia Universidad Católica Argentina Santa María de los Buenos Aires, el 29 de septiembre de 1959 la Universidad Notarial Argentina, el 20 de noviembre de 1959 el Instituto Tecnológico de Buenos Aires y el 22 de diciembre de 1959 la Universidad de Mendoza, el 4 de mayo de 1960 la Universidad Juan Agustín Maza y el 18 de mayo de 1960 la Universidad de Morón, entre otras instituciones educativas superiores privadas.

## Conflicto

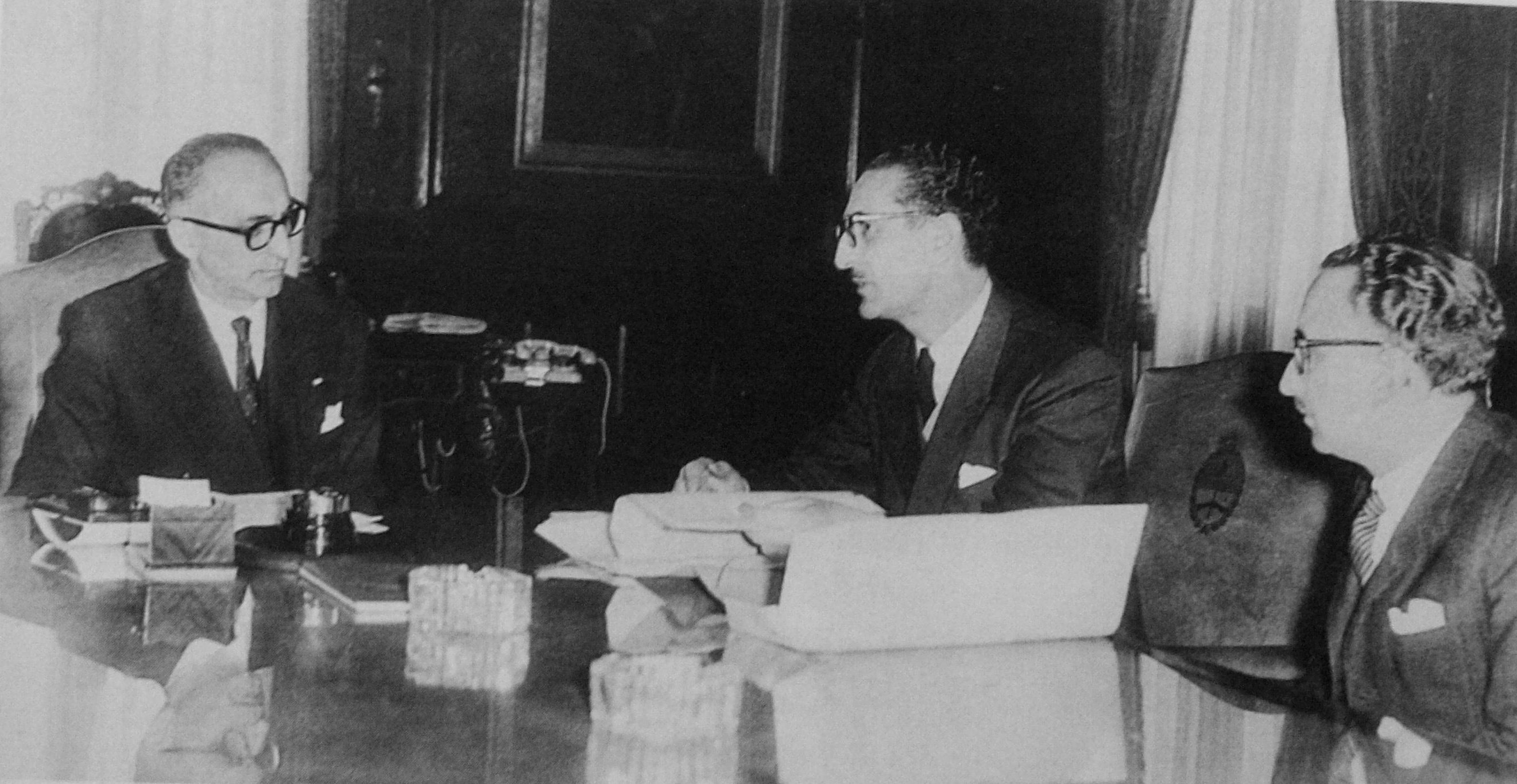
El presidente Arturo Frondizi hablando con el rector de la UBA, Risieri Frondizi (su hermano).

Justo cuando los debates de la «batalla del petróleo» alcanzaban su pico máximo de tensión, a fines de agosto de 1958, trascendió que el gobierno estaba por concretar la vigencia del artículo 28 mediante su reglamentación y permitir a las universidades privadas expedir títulos habilitantes. Quienes se oponían a la medida hicieron gestiones ante el Poder Ejecutivo y ante el Congreso Nacional, incluyendo pronunciamientos de la FUBA. El 28 de agosto de 1958 los siete rectores de las siete universidades nacionales (entre ellos José Peco, Josué Gollán, Oberdán Caletti y el hermano del presidente de la Nación, Risieri Frondizi), pidieron al Poder Ejecutivo Nacional, la no concertación del decreto para universidades privadas, argumentando que era: "para no alterar la vida institucional y académica".
Los intensos debates realizados en distintos ámbitos durante el mes de septiembre fueron acompañados por el inicio de desórdenes callejeros y en algunos colegios secundarios como el Mariano Moreno y el Mariano Acosta, de la ciudad de Buenos Aires. El 10 de septiembre el diputado Becerra presentó en la Cámara de Diputados un proyecto para derogar el polémico artículo 28 y simultáneamente la FUBA dispuso una huelga general de los universitarios. 
El 15 de septiembre hubo una gran manifestación –unas 60.000 personas- frente al Congreso, de partidarios de la “libre”, que contó además de la adhesión de personalidades de la iglesia católica, con el apoyo del Partido Cívico Independiente liderado por Álvaro Alsogaray. El 19 del mismo mes hubo otra concentración en el mismo lugar, esta vez convocada por la FUA con apoyo de casi todos los partidos políticos, medio centenar de sindicatos y de algunas universidades extranjeras, que reunió unas 250.000 personas en contra del proyecto. También se produjeron movilizaciones masivas en Córdoba, Rosario, Tucumán y fundamentalmente los partidos de la provincia de Buenos Aires y Mar del Plata. Uno de los dirigentes estudiantiles era Guillermo Estévez Boero, presidente del Comité de Movilización, que en 1989 fue elegido diputado nacional por el Partido Socialista. Para los oponentes, Frondizi era un instrumento de la iglesia y llegaron a quemar una efigie del presidente con una grotesca sotana.
Entre los apoyos que tenía la medida se encontraron los de la recién fundada agrupación de ultraderecha Tacuara, grupo del choque del nacionalismo fascista y antisemita. En la UBA en la Facultad de Derecho grupos minoritarios del nacionalismo derechista en la noche del 22 se habían constituido como “Comando de Resistencia Universitaria, a fin de evitar por la fuerza cualquier tipo de manifestación interna contra la ley.

## Trámite parlamentario
El 23 de septiembre un grupo de 64 diputados de la oficialista Unión Cívica Radical Intransigente encabezado por Horacio Domingorena declaraba que solo las universidades estatales podían otorgar títulos habilitantes. El día 26, después de un intenso debate, la Cámara de Diputados resolvió por 109 votos a 52 derogar el polémico artículo 28 del decreto-ley 6403/55 mientras al mismo tiempo varias legislaturas provinciales emitieron declaraciones de apoyo y el ministro de Educación anunciaba que “por esta vez” las faltas colectivas de asistencia de los estudiantes secundarios se computarían simples en lugar de dobles.
A todo esto, un sector de la UCRI dirigido por Domingorena cambió de repente su posición. Explicó que cuando era estudiante había participado en política durante el gobierno de Perón, que al igual que otros había sufrido la exclusión de la universidad estatal por esa causa, en su caso por dos años, y que por ello había llegado a la conclusión de la necesidad de contar con universidades privadas. La Cámara de Senadores aceptó esta posición, sus integrantes –todos de la UCRI- dejaron a salvo su opinión personal y por disciplina partidaria aprobaron por unanimidad un “agregado” al texto sancionado por Diputados estableciendo que las universidades privadas no podrían recibir subsidios estatales y estarían sujetas a ciertos controles administrativos. En cuanto a la habilitación para ejercer las profesiones, dispuso que sería otorgada por “el Estado Nacional” o sea que excluía de esa función a las universidades estatales, aunque sin indicar un órgano concreto. El proyecto así modificado volvió a la Cámara de Diputados, que insistió en su versión. En una nueva votación los senadores también ratificaron su texto. Conforme al art. 68 (numeración de ese momento) de la Constitución Nacional la ley quedaría aprobada conforme al texto del Senado a menos que Diputados insistiera con mayoría de dos tercios. Las gestiones políticas fueron febriles (era el 30 de septiembre, último día de las sesiones ordinarias del año) y operadores políticos como el ministro del Interior Alfredo R. Vítolo, el gobernador de Córdoba Arturo Zanicchelli y el de Tucumán, Celestino Gelsi, presionaron a los diputados para que cambiaran sus votos o, por lo menos, se abstuvieron. La Cámara votó 102 a 69 por el texto que derogaba al art. 28 por lo que, al no llegar a los dos tercios, quedó aprobada la versión modificada por el Senado.

## Consecuencias políticas
Frondizi esperó el mes de febrero de 1959 -cuando los establecimientos educativos estaban en receso- para reglamentar la ley, evitando así nuevas movilizaciones. Su hermano Risieri, en esa entonces Rector de la UBA, lo acusó de haber abandonado el programa con el que pueblo le había votado el 23 de febrero de 1958.
En ese contexto, el grupo denominado como los “libres” (Organización de Estudiantes Humanistas Argentinos), se hicieron eco de la preocupación central del gobierno y defendieron la reforma educativa, con el argumento de "jerarquizar a las universidades privadas y la creación de institutos científicos, talleres y laboratorios dentro de ellas, que subsanaran las deficiencias y limitaciones de la universidad pública (sic)". De tal modo, según ellos podrían formarse el nivel de técnicos que el país necesitaba para modificar las anquilosadas estructuras.
El poder estatal sobre la enseñanza era considerado como una práctica “nefasta” , como un “vehículo ideal para la difusión de una doctrina nacional” tomando el ejemplo de experiencia del peronismo recientemente derrocado, o el modo en que la Unión Soviética imponía la “verdad revelada del marxismo leninismo hasta el último súbdito de su imperio silencioso” 
Según el diario La Capital, ideológicamente, el discurso de los libres evidenciaba dos factores claves: su profundo anticomunismo, al censurar al Rector de la UBA por su concomitancia con “ideologías extremistas” preguntándose si no habría recibido “un cable de Nikita Krushchev “, y un fanático antiperonismo, o la reedición del conflicto entre Perón y la iglesia, cuando decían desear tener dificultades para salir de ellas fortalecidos “como se fortaleció la iglesia cuando fue perseguida por el régimen” 
El Argentino afirmó que para los reformistas en cambio no estaba en juego la “libertad de enseñanza”, elemento clave del proyecto de ley al que consideraban una falacia, sino la posibilidad de crear universidades “al servicio” de los sectores clasistas, extranjeros y dominantes.
Horacio Sanguinetti después de manifestar que en realidad se desconoce con certeza los motivos de Frondizi para impulsar esta medida. Es posible que quisiera abrir nuevos cauces a la investigación y educación, crear una competencia a la universidad oficial que "no es por cierto ningún modelo, ni está asegurada contra los vaivenes de la política grande" o que buscara el apoyo de la Iglesia y de otros grupos de poder, pero pagó un precio político muy alto pues el contorno liberal reformista de Frondizi se esfumó en pocos días.
El historiador César Tcach dice que la victoria parlamentaria de Frondizi significó la liquidación de las agrupaciones estudiantiles del frondicismo universitario que conformaba una corriente reformista de izquierda.
La reglamentación redujo el nivel de exigencia del examen final de habilitación, pues los alumnos conocían con bastante antelación los temas del examen y posteriormente se eximió de dicho examen a los egresados de universidades con más de diez años de antigüedad.
Años más tarde, en 1967 el mismo Frondizi reconoció que la ley no dio el resultado esperado, reconociendo que en general, las universidades privadas, lejos de cumplir un papel en el proceso de articular la enseñanza con el desarrollo económico, crearon carreras paralelas de tipo humanístico. Sin embargo, señaló que actuaron como factor de presión sobre la universidad estatal. Parte del relativo fracaso en el caso de las universidades privadas se debió al freno del proceso desarrollista, ya que "la ley de enseñanza libre fue concebida en un ámbito nacional fuertemente expansivo".

### Citas
1. 1 2 3   Sanguinetti, Horacio (1974). «Laica o libre: Los alborotos estudiantiles de 1958». Todo es Historia (Tor’s S.C.A.). año VII (80): 8/27.
2. ↑  Torrendell, Carlos Horacio (2005). La política educativa en el pensamiento de José Manuel Estrada. Tesis de Licenciatura en Ciencias de la Educación. Buenos Aires: Pontificia Universidad Católica Argentina. p. 166-180.
3. ↑  La participación de los jóvenes católicos durante el conflicto 'Laica o Libre': La Plata, 1958, Federico Brugaletta (ISSN 2346-8866) p 78/79
4. ↑  Juan Sebastián Califa (2009). “Laica o libre”. El combate social en torno a los títulos habilitantes. Septiembre de 1958. XXVII Congreso de la Asociación Latinoamericana de Sociología. Asociación Latinoamericana de Sociología, Buenos Aires.
5. ↑  Art. 68. Ningún proyecto de ley desechado totalmente por una de las Cámaras podrá repetirse en las sesiones de aquel año. Ninguna de las Cámaras puede desechar totalmente un proyecto que hubiera tenido origen en ella y luego hubiese sido adicionado o enmendado por la Cámara revisora. Si el proyecto fuere objeto de adiciones o correcciones por la Cámara revisora, deberá indicarse el resultado de la votación a fin de establecer si tales adiciones o correcciones fueron realizadas por mayoría absoluta de los presentes o por las dos terceras partes de los presentes. La Cámara de origen podrá por mayoría absoluta de los presentes aprobar el proyecto con las adiciones o correcciones introducidas o insistir en la redacción originaria, a menos que las adiciones o correcciones las haya realizado la revisora por dos terceras partes de los presentes. En este último caso, el proyecto pasará al Poder Ejecutivo con las adiciones o correcciones de la Cámara revisora, salvo que la Cámara de origen insista en su redacción originaria con el voto de las dos terceras partes de los presentes. La Cámara de origen no podrá introducir nuevas adiciones o correcciones a las realizadas por la Cámara revisora.
6. ↑   Declaración del Consejo Metropolitano de la Unión Federal en Diario La Capital, 3 de setiembre de 1958
7. ↑   “Educación y Libertad.” Revista Criterio , Año XXI, 25 de septiembre de 1958, Nª 1316
8. ↑   Diario La Capital ,21 de setiembre 1958.
9. ↑   El Argentino, 9/09/1958
10. ↑  Tcach, César (2003). «Golpes, proscripciones y partidos políticos». Nueva historia argentina tomo IX pág. 32 (Buenos Aires. Editorial Sudamericana.). ISBN 950-07-2344-1 ISBN (obra completa) 950-07-1385-3.
11. ↑  Pandolfi, 1968, pp. 84
12. ↑  Pandolfi, 1968, pp. 85